# Сайка (Міссо)
Сайка (ест. Saika) — село в Естонії, входить до складу волості Міссо, повіту Вирумаа.